# Congregazione dei riti
La Congregazione dei riti (in latino Congregatio rituum) era un organismo della Curia romana, oggi soppresso.

## Storia
La Congregatio pro sacri ritibus et caeremoniis venne istituita da papa Sisto V con la costituzione apostolica Immensa Aeterni Dei del 22 gennaio 1588, con quale per la prima volta un pontefice dava una struttura organica alla Curia romana. La nuova Congregazione aveva competenze assai vaste, essendo il suo ambito di azione rivolto alla disciplina di tutto il culto liturgico, alle cause di canonizzazione della Chiesa cattolica e all'organizzazione delle cerimonie pontificie.
Tuttavia cominciò ben presto a perdere numerose delle sue attribuzioni a favore di altri uffici e congregazioni: quelle relative al cerimoniale alla Congregazione del cerimoniale; le competenze relative alla liturgia nelle Chiese cattoliche orientali a Propaganda Fide nel 1622; le questioni circa gli aspetti liturgici delle reliquie alla Congregazione per le indulgenze e le sacre reliquie nel 1669. Infine nel 1908 le competenze relative ai sacramenti furono cedute alla Congregazione per la disciplina dei sacramenti. Di fatto, dal XVII secolo, la Congregazione si occupava unicamente della liturgia della Chiesa latina e del culto dei santi; da qui la denominazione di Sacra congregatio rituum.
Nel 1904, a seguito della soppressione della Congregazione per le indulgenze e le sacre reliquie, quella dei riti ricevette anche le competenze relative alle indulgenze e alle reliquie, che tuttavia furono cedute al Sant'Uffizio con la riforma della Curia romana del 1908.
Con la costituzione Regimini Ecclesiae universae del 15 agosto 1967, papa Paolo VI organizzò la Congregazione in due sezioni: una riguardante le cause dei santi e l'altra la liturgia.
Infine, con la costituzione Sacra Rituum Congregatio dell'8 maggio 1969, lo stesso Paolo VI rese autonome le due sezioni, abolendo di fatto la Congregazione dei riti ed istituendo due nuovi dicasteri pontifici: la Congregazione per le cause dei santi, e la Congregazione per il culto divino, che nel 1975 assorbì la precedente Congregazione per la disciplina dei sacramenti dando origine alla Congregazione per il culto divino e la disciplina dei sacramenti.

## Cronotassi dei prefetti
- Alfonso Gesualdo (22 gennaio 1588 - 14 febbraio 1603 deceduto)
- Tolomeo Gallio (14 febbraio 1603 - 3 febbraio 1607 deceduto)
- Domenico Pinelli (3 febbraio 1603 - 9 agosto 1611 deceduto)
- Francesco Maria Del Monte (9 agosto 1611 - 27 agosto 1626 deceduto)
- Giovanni Battista Deti (27 agosto 1626 - 13 luglio 1630 deceduto)
- Carlo Emmanuele Pio di Savoia (13 luglio 1630 - 1º giugno 1641 deceduto)
- Pier Paolo Crescenzi (1º giugno 1641 - 19 febbraio 1645 deceduto)
- Luigi Capponi (19 febbraio 1645 - 29 aprile 1652 dimesso)
- Federico Corner (29 aprile 1652 - 31 marzo 1653 dimesso)
- Carlo di Ferdinando de' Medici (31 marzo 1653 - 1º giugno 1655 dimesso)
- Giulio Cesare Sacchetti (1º giugno 1655 - 28 giugno 1663 deceduto)
- Marzio Ginetti (28 giugno 1663 - 1º marzo 1671 deceduto)
- Antonio Barberini, O.S.Io.Hieros. (1º marzo - 3 agosto 1671 deceduto)
- Francesco Maria Brancaccio (3 agosto 1671 - 9 gennaio 1675 deceduto)
- Ulderico Carpegna (9 gennaio 1675 - 24 gennaio 1679 deceduto)
- Cesare Facchinetti (24 gennaio 1679 - 31 gennaio 1683 deceduto)
- Niccolò Albergati-Ludovisi (15 febbraio 1683 - 9 agosto 1687 deceduto)
- Alderano Cybo-Malaspina † (9 agosto 1687 - 22 luglio 1700 deceduto)
- Gaspare Carpegna (22 luglio 1700 - 6 aprile 1714 deceduto)
- Ferdinando d'Adda (6 aprile 1714 - 27 gennaio 1719 deceduto)
  - Fabrizio Paolucci (27 gennaio 1719 - 9 settembre 1721 nominato prefetto della congregazione medesima) (pro-prefetto)
- Fabrizio Paolucci (9 settembre 1721 - 12 giugno 1726 deceduto)
- Carlo Maria Marini (12 giugno 1726 - 16 gennaio 1747 deceduto)
- Fortunato Tamburini, O.S.B.Cas. (21 gennaio 1747 - 9 agosto 1761 deceduto)
- Giuseppe Maria Feroni (13 agosto 1761 - 15 novembre 1767 deceduto)
- Flavio Chigi (7 gennaio 1768 - 12 luglio 1771 deceduto)
- Mario Compagnoni Marefoschi (16 luglio 1771 - 23 dicembre 1780 deceduto)
- Giovanni Archinto (13 gennaio 1781 - 9 febbraio 1799 deceduto)
- Giulio Maria della Somaglia (30 ottobre 1800 - 2 aprile 1830 deceduto)
- Carlo Maria Pedicini (2 luglio 1830 - 19 novembre 1843 deceduto)
- Ludovico Micara, O.F.M.Cap. (28 novembre 1843 - 24 maggio 1847 deceduto)
- Luigi Lambruschini, B. (2 giugno 1847 - 12 maggio 1854 deceduto)
- Costantino Patrizi Naro (27 giugno 1854 - 17 dicembre 1876 deceduto)
- Luigi Maria Bilio, B. (20 dicembre 1876 - 18 ottobre 1877 nominato Penitenziere Maggiore)
- Tommaso Maria Martinelli, O.E.S.A. (18 ottobre 1877 - 15 luglio 1878 nominato prefetto della Congregazione dell'Indice dei Libri Proibiti)
- Domenico Bartolini (15 luglio 1878 - 2 ottobre 1887 deceduto)
- Angelo Bianchi (15 novembre 1887 - 14 marzo 1889 nominato pro-Datario di Sua Santità)
- Carlo Laurenzi (14 marzo - 3 ottobre 1889 dimesso)
- Gaetano Aloisi Masella (3 ottobre 1889 - 15 giugno 1897 dimesso)
- Camillo Mazzella, S.I. (15 giugno 1897 - 26 marzo 1900 deceduto)
- Domenico Ferrata (23 ottobre 1900 - 7 gennaio 1903 dimesso)
- Serafino Cretoni (7 gennaio 1903 - 3 febbraio 1909 deceduto)
  - Luigi Tripepi (28 gennaio 1904 - 29 dicembre 1906 deceduto) (pro-prefetto)
- Sebastiano Martinelli, O.S.A. (8 febbraio 1909 - 4 luglio 1918 deceduto)
  - Scipione Tecchi (8 novembre 1914 - 7 febbraio 1915 deceduto) (pro-prefetto)
  - Antonio Vico (11 febbraio 1915 - 8 luglio 1918 nominato prefetto della congregazione medesima) (pro-prefetto)
- Antonio Vico (8 luglio 1918 - 25 febbraio 1929 deceduto)
  - Camillo Laurenti (17 dicembre 1928 - 12 marzo 1929 nominato prefetto della congregazione medesima) (pro-prefetto)
- Camillo Laurenti (12 marzo 1929 - 6 settembre 1938 deceduto)
- Carlo Salotti (14 settembre 1938 - 24 ottobre 1947 deceduto)
- Clemente Micara (28 ottobre 1947 - 11 novembre 1950 nominato pro-prefetto della congregazione medesima)
  - Clemente Micara (11 novembre 1950 - 17 gennaio 1953 deceduto) (pro-prefetto)
- Gaetano Cicognani (7 dicembre 1953 - 5 febbraio 1962 deceduto)
- Arcadio María Larraona Saralegui, C.M.F. (12 febbraio 1962 - 9 gennaio 1968 ritirato)
- Benno Walter Gut, O.S.B. (29 giugno 1967 - 7 maggio 1969 nominato prefetto della Congregazione per il Culto Divino)

Separata in Congregazione per le cause dei santi e Congregazione per il culto divino

## Cronotassi dei segretari
- Giulio Rospigliosi (1º gennaio 1631 - 14 luglio 1644 nominato nunzio apostolico in Spagna
- Marco Gallio (1º gennaio 1647 - 2 ottobre 1648 dimesso)
- Girolamo Boncompagni (2 ottobre 1648 - 11 dicembre 1651 nominato arcivescovo metropolita di Bologna)
- Lorenzo Maria Fieschi (23 novembre 1689 - 17 giugno 1690 dimesso)
- Giuseppe Vallemani (17 giugno 1690 - 1º ottobre 1692 nominato segretario della Congregazione dell'Immunità Ecclesiastica)
- Mario Compagnoni Marefoschi (24 agosto 1751 - 24 settembre 1759 nominato segretario della Congregazione di Propaganda Fide)
- Scipione Borghese (22 aprile 1762 - 23 luglio 1766 nominato Maestro di Camera della Corte Pontificia)
- Muzio Gallo (31 gennaio 1769 - 1º luglio 1784 dimesso)
- Giulio Maria della Somaglia (1º luglio 1784 - 1º gennaio 1787 nominato segretario della Congregazione dei Vescovi e Regolari)
- Giulio Carpegna (23 febbraio 1801 - 20 settembre 1815)
- Giuseppe Antonio Sala (20 settembre 1815 - 18 dicembre 1825)
- Giuseppe Gaspare Fatati (18 dicembre 1825 - 1851)
- Domenico Gigli (1853 - 1854)
- Annibale Capalti (14 novembre 1854 - 30 marzo 1861 creato cardinale)
- Domenico Bartolini (30 marzo 1861 - 15 marzo 1875 creato cardinale)
- Placido Ralli (15 marzo 1875 - 11 dicembre 1884 deceduto)
- Luigi Tripepi (16 giugno 1894 - 1º ottobre 1896)
- Diomede Panici (2 ottobre 1896 - 6 agosto 1909)
- Pietro La Fontaine (1º aprile 1910 - 5 marzo 1915)
- Alessandro Verde (26 giugno 1915 - 17 dicembre 1925)
- Angelo Mariani (8 gennaio 1926[1] - ?)
- Alfonso Carinci (3 aprile 1930 - 1958)
- Enrico Dante (prosegretario dal 24 gennaio 1959, poi segretario dal 5 gennaio 1960)

## Promotori della fede
- Andrea Cavalli (28 agosto 1814 - 11 giugno 1819)
- Alessandro Buttaoni (11 giugno 1819 - 9 aprile 1823)
- Virgilio Pescetelli (9 aprile 1823 - 1º febbraio 1840)
- Andrea Maria Frattini (1º febbraio 1840 - 1864)
- Carlo Salotti (8 gennaio 1926 - ?)

### Assessori e sottopromotori della fede
- Luigi Gardellini (1818- 8  ottobre 1829 deceduto)
- Andrea Maria Frattini (3 maggio 1824 - 31 gennaio 1840 nominato promotore della fede)
- Pietro Manetti (31 gennaio 1840 - 1864)
- Giovanni Romagnoli (9 gennaio 1926 - ?)